# Jezioro Recze (Pojezierze Łagowskie)
Jezioro Recze (Pierwsze, Rakowe) – jezioro na Pojezierzu Łagowskim, w województwie lubuskim, w powiecie sulęcińskim, w gminie Sulęcin, na północny zachód od Jeziora Ostrowicko. Powierzchnia jeziora to 19,7 ha. Jezioro znajduje się na terenie wędrzyńskiego poligonu wojskowego i jest w dyspozycji MON.